# Laigné-en-Belin
Laigné-en-Belin é uma comuna francesa na região administrativa do País do Loire, no departamento de Sarthe. Estende-se por uma área de 12.72 km². Em 2010 a comuna tinha 2 360 habitantes (densidade: 185,5 hab./km²).